# Герб Медельпаду
Герб Медельпаду (швед. Medelpads vapen) — символ історичної провінції (ландскапу) Медельпад. 
Також використовується як елемент символу сучасного адміністративно-територіального утворення лену Вестерноррланд.

## Історія
Герб ландскапу відомий з опису похорону короля Густава Вази 1560 року. Спершу представляв у срібному полі чорного бобра. Через подібність цього герба на знак Вермланду (з чорною росомахою) його вже в 1570-х роках замінили на хвилясті смуги.

## Опис (блазон)
Щит перетятий хвилясто 4 рази на синє, срібне, червоне, срібне та синє поля.

## Зміст
Срібні хвилясті смуги трактують як річки Індальсельвен і Юнган. 
Герб ландскапу може увінчуватися герцогською короною.